# Didymoglossum sublimbatum
Didymoglossum sublimbatum är en hinnbräkenväxtart som först beskrevs av Müll.Berol., och fick sitt nu gällande namn av Ebihara och Kunio Iwatsuki. Didymoglossum sublimbatum ingår i släktet Didymoglossum och familjen Hymenophyllaceae. Inga underarter finns listade.